# Startovací komplex 13
Startovací Komplex 13 (LC-13) byl startovací komplex na Cape Canaveral Air Force Station, třetí nejjižnější z původních odpalovacích komplexů známých jako Missile Row. Leží mezi LC-12 a LC-14. Oblast LC-13 má v současné době v pronájmu SpaceX a po rekonstrukci využívá místo pod názvem Landing Zone 1 a je tu přistávací plocha pro první stupně Falconu 9 a Falconu Heavy.
LC-13 byl původně používán pro zkušební starty mezikontinentální balistické střely SM-65 Atlas a následně pro provozní starty Atlasu v letech 1958 až 1978. Byla to, z původních čtyř, nejvíce používaná a nejdéle sloužící rampa pro Atlas. V letech 1980 až 2015 byl komplex neaktivní.
Dne 16. dubna 1984 byl komplex předán Národnímu registru historických míst, nebyla ale prováděna údržba, takže komplex pomalu chátral. V důsledku poškození korozí byla 6. srpna 2005 z bezpečnostních důvodů zbourána mobilní servisní věž. V roce 2012 byl zbourán blockhouse.
LC-13 byl majetkem americké vlády a byl původně řízen letectvem Spojených států. Poté byl v roce 1964 převeden do vlastnictví NASA a o pár let později, v roce 1970, byl převeden zpět pod letectvo. V lednu 2015 byla plocha a zbývající zařízení pronajaty na pět let společnosti SpaceX.

## Startovací komplex 13
Spolu s odpalovacími komplexy 11, 12 a 14, měl LC-13 vzhledem k většímu výkonu Atlasu robustnější konstrukci, než mnoho současných ramp. Rampa měla větší odpalovací podstavec, který byl šest metrů vysoký a zesílený blockhause. Rakety byly dodávány na odpalovací stanoviště z rapy na jižní straně podstavce.

### 1956–1961 Testy Atlasu
Testy střel Atlas B, D, E a F  začaly v roce 1958.
Jednou došlo na rampě k výbuchu při startu střely 51D v březnu 1960 vlivem nestability spalování několik sekund po startu. Atlas spadl zpět na LC-13 a proměnil se v obrovskou ohnivou kouli, což rampu vyřadilo z provozu na celé jaro a léto roku 1960.
Před startem Atlasu 51D, byl odstraněny samostatné turbíny výfukového potrubí čtyř ramp pro Atlas v CCAS. O několik týdnů později explodoval další Atlas na rampě LC-11 a bylo rozhodnuto nainstalovat výfukové potrubí zpět, i když to bylo považováno za nepravděpodobné, že by mělo něco společného s neúspěchy.
Další na LC-13 byl první test Atlasu E 11. října, což bylo přesně sedm měsíců po nehodě se střelou 51D. Poté zůstal LC-13  primárním testovacím stanovištěm střel Atlas E. Atlas F se testoval hlavně na LC-11. Zůstal primárním odpalištěm z východního pobřeží pro Atlas E rakety, s Atlas F testy, hlavně běh z LC-11 (střela 2F v srpnu 1961 byla jediná ze série Atlas F, která odstartovala z LC-13).

### 1962–1978 Atlas Agena
Mezi únorem 1962 a říjnem 1963 byla rampa předělána pro použití raket Atlas-Agena. Změny byly větší než na LC-12 a LC-14, mobilní servisní věž byla zbořena a nahrazena novou, větší. První start z rekonstruované rampy byl Vela 1, 17. října 1963.
Významné starty:
- Lunar Orbiter 1, 10. srpna 1966. Vyfotografoval navrhovaná místa pro přistání Apolla a sondy Surveyor a pořídil první snímky Země z oběžné dráhy Měsíce.[5]
- Několik tajných startů pro NRO. Mohlo by se jednat o satelity Canyon a Rhyolite.[5]

Rampy byla mezi lety 1980 a 2015 deaktivována.

## Landing Zone 1

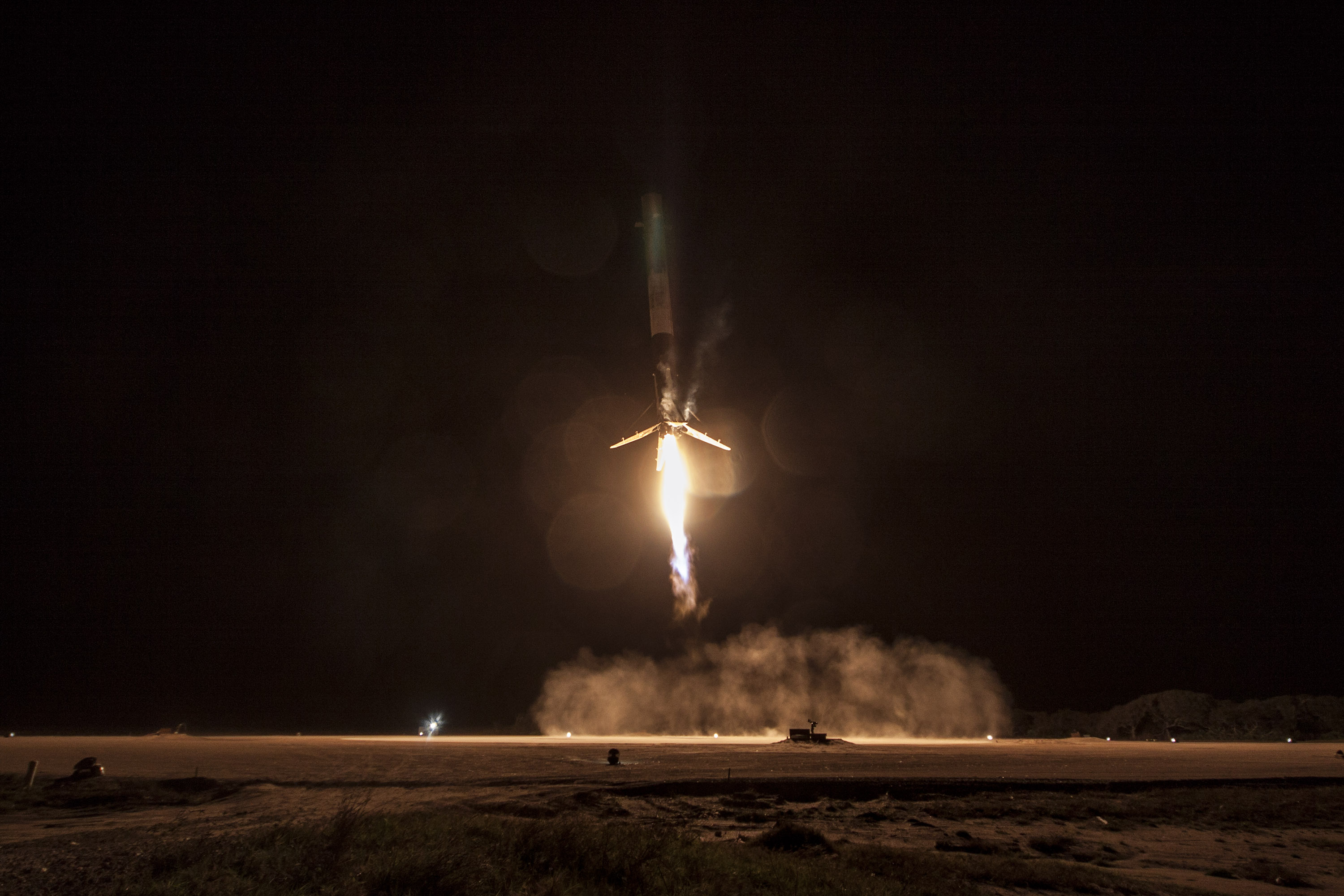
První přistání prvního stupně Falconu 9 na Landing zone 1

Místo bývalého startovacího komplexu 13 je nyní pronajato SpaceX, a je označeno jako Landing Zone 1.
SpaceX podepsala pětiletou nájemní smlouvy na pozemek bývalého LC-13 dne 10. února 2015, z důvodu vybudování přistávací plochy pro přistávání prvních stupňů Falconu 9. V komplexu by mělo vzniknout celkem pět přistávacích ploch. Hlavní a největší plocha je již v provozu. K ní by měly přibýt další dvě.
K prvnímu úspěšnému přistání došlo při dvacátém letu Falconu 9, 22. prosince 2015.